# Красневич, Мария Ивановна
Мария Ивановна Красневич (укр. Марія Іванівна Красневич; род. 1932 год) — звеньевая колхоза имени Жданова Рудковского района Дрогобычской области, Украинская ССР. Герой Социалистического Труда (1954).
С начала 1950-х годов — рядовая колхозница, звеньевая свекловодческого звена в колхозе имени Жданова Рудковского района в селе Михайлевичи.
В 1953 году звено Марии Красневич собрало в среднем по 601,8 центнеров сахарной свеклы на участке площадью 5 гектаров. Указом Президиума Верховного Совета СССР от 27 июля 1954 года «за получение высоких урожаев сахарной свеклы в 1953 году» удостоена звания Героя Социалистического Труда с вручением ордена Ленина и золотой медали «Серп и Молот».